# 龐統
龐 統（ほう とう、179年 - 214年）は、中国後漢末期の武将・政治家。孫権・劉備に仕えた。字は士元（）。道号は鳳雛。諡は靖侯。荊州南郡襄陽県の出身。「臥龍（）」「伏龍（）」と呼ばれた諸葛亮に対して、「鳳雛（）」と称せられた。弟は龐林。子は龐宏。従父は龐徳公。族兄は龐山民（妻は諸葛亮の姉）ら。

## 生涯
若い頃は口下手であまり身なりが冴えなかったことから評判を得なかったが、人物鑑定で有名な司馬徽に、その才能を認められたことでようやく名が高まった。また人物鑑定に優れた傅巽にまみえた際は、半ば英雄であると高く評価された。郡の功曹となり、後に周瑜の功曹をになった。周瑜が荊州を攻略して南郡太守に任ぜられると、龐統は南郡の功曹になった。蜀攻略の途中に巴丘にて周瑜が病死すると、龐統は遺骸を送って江東に行った。
その後、孫権は荊州を劉備に割譲した。荊州を領有した劉備の下に転ずるも、劉備に耒陽県令の職を任ぜられ、仕事を滞らせたために罷免された。これを聞いた孫権軍の魯粛が、劉備への手紙の中で「龐統は大役を与えてこその人物」と薦め、諸葛亮もまた彼を劉備にとりなした。劉備は目通りさせ、彼と充分に語り合ったのち、彼を大いに有能だと評価し、治中従事に任命し、諸葛亮と同じ役職である軍師中郎将に任命された。
劉備は龐統と面会し、相互に語り合った。劉備陣営の次の方策として、西の益州を獲ることが考えられていたが、おりしも益州を治める劉璋は張松の説得を受け法正を使者として曹操との関係を絶って劉備と誼を結び、張魯との戦いへの援軍を要請してきた。劉備と対面した法正は張松とともに惰弱な劉璋を見限っており、この機に乗じて益州に入り劉璋からこれを奪うことを進言した。劉備は難色を示したものの龐統はこれを諫めて、益州を獲ることを劉備に決心させた。龐統は劉備に「無理な手段で益州を奪っても、正しい方法で統治し、道義を持って彼らに報いて、事が定まった後に大国を与えれば、信義に背くことはないだろう」と語った。入蜀に際しては龐統が劉備に同行し、諸葛亮は荊州の留守を守ることになった。
益州に入った当初、劉璋が劉備たちの本心を知らずに歓迎の宴を開くなど無防備だったので、龐統はこの機会に劉璋を捕らえて、無用に戦うこと無く益州を取るよう劉備に進言した。しかし劉備は「他国に入ったばかりで、恩愛や信義はまだ現れていない。それはいかん」(これは重大な事であるから、あわててはいけない。)と答え、これを聞き入れなかった。その後、劉備軍は漢中の張魯と対峙する振りをして駐屯し、成都にいる劉璋をどう攻めるかを検討していたが、龐統は劉備に対して、昼夜兼行で成都を強襲する上計・関所を守る劉璋の将を欺いて兵を奪い成都を目指す中計・一旦白帝城まで退く下計の三計を提示した。劉備は中計を採用した。
そこで劉備は龐統の策略を用いて、東で曹操と孫権が戦い劉備に対して援軍を求めてきたことを口実に、軍団を移動させると、白水関を守る劉璋軍の楊懐・高沛を呼びつけて騙し討ちにし、これを斬り捨てて白水関を占領した。成都にむかって進撃し、連戦連勝した（劉備の入蜀）。
劉備は涪で宴会を開き、酔っていた劉備は「今日の酒席は実に愉快である」と言った。これを聞いた龐統は「他国を討伐中に、上機嫌に酔っておられるのは仁君らしからぬ行為ですぞ」と言った。劉備は泥酔していたので龐統の言葉に立腹し、「かつて周武王は殷を討伐して連戦連勝したとき、将兵を労うときに無礼講を許していたと聞くぞ。それが仁君の戦いではないのか？ 君の申すことは矛盾しており不愉快だ。ただちに退出せよ！」と叫んだ。龐統は後退りして出て行った。劉備はすぐに後悔して戻ってくるように頼んだ。龐統はもとの席に戻ったが、まったく知らぬ顔で陳謝せず、平然と飲み食いをつづけた。劉備が彼に向かって、先程の議論は誰が間違っているかきくと、龐統は「君臣ともにまちがっておりました」と答えた。劉備は大笑いして、初めと同じように酒宴を楽しんだ。
劉備軍は、成都攻略の前に劉循・張任が守る雒城を包囲した。しかしこの包囲戦の最中、龐統は流矢（雨のように降りそそぐ矢、あるいは流れ矢）に当たって死去した。享年36。劉備は龐統の死を大いに悲しんだ。のちに関内侯を追封され、景耀3年（260年）9月には靖侯の諡号を贈られた。

## 人物
龐統は人物評価を好んで行なったが、その場合はいつもその人物を過大に評価していた。ある人にその理由を尋ねられた際、龐統は「現在天下は乱れ、正道は衰え、善人は少なく悪人は多い。褒め過ぎるくらいの評価をして、名誉欲を満たしてやらなければ、善事を行なう者は増えないだろう。志ある者に希望を与え、努力させられるのだから、これもいいではないか」と答えている。
龐統は江東に帰還する際に、呉の陸績・顧邵・全琮らとは懇意であり、龐統は陸績を「駿馬」、顧邵を「足が遅いが力のある牛」、全琮を汝南の樊子昭に例えて褒め称えた。龐統が周瑜の喪の帰りは、彼らが見送りにやってきており、陸績と顧邵から別れの際に「天下が太平になったら、また四海の士を批評しましょう」と言われるなど、深い交流があった。
『三国志』において、龐統の伝は法正の伝と同時に評されている。陳寿の評にいわく「龐統は常に人物批評を好み、経学と策謀にすぐれ、当時、荊・楚の地域の人士から、才能に秀でた人物と謳われていた」「魏臣に当てはめると荀彧の兄弟」とあり、法正と共に曹操腹心の軍師たちに匹敵すると評価されている。東晋の袁宏の「三国名臣序賛」（『文選』所収）では魏の9人、蜀の4人、呉の7人が名臣として賞賛されており、その中に名を挙げられている。

## 『三国志演義』での龐統

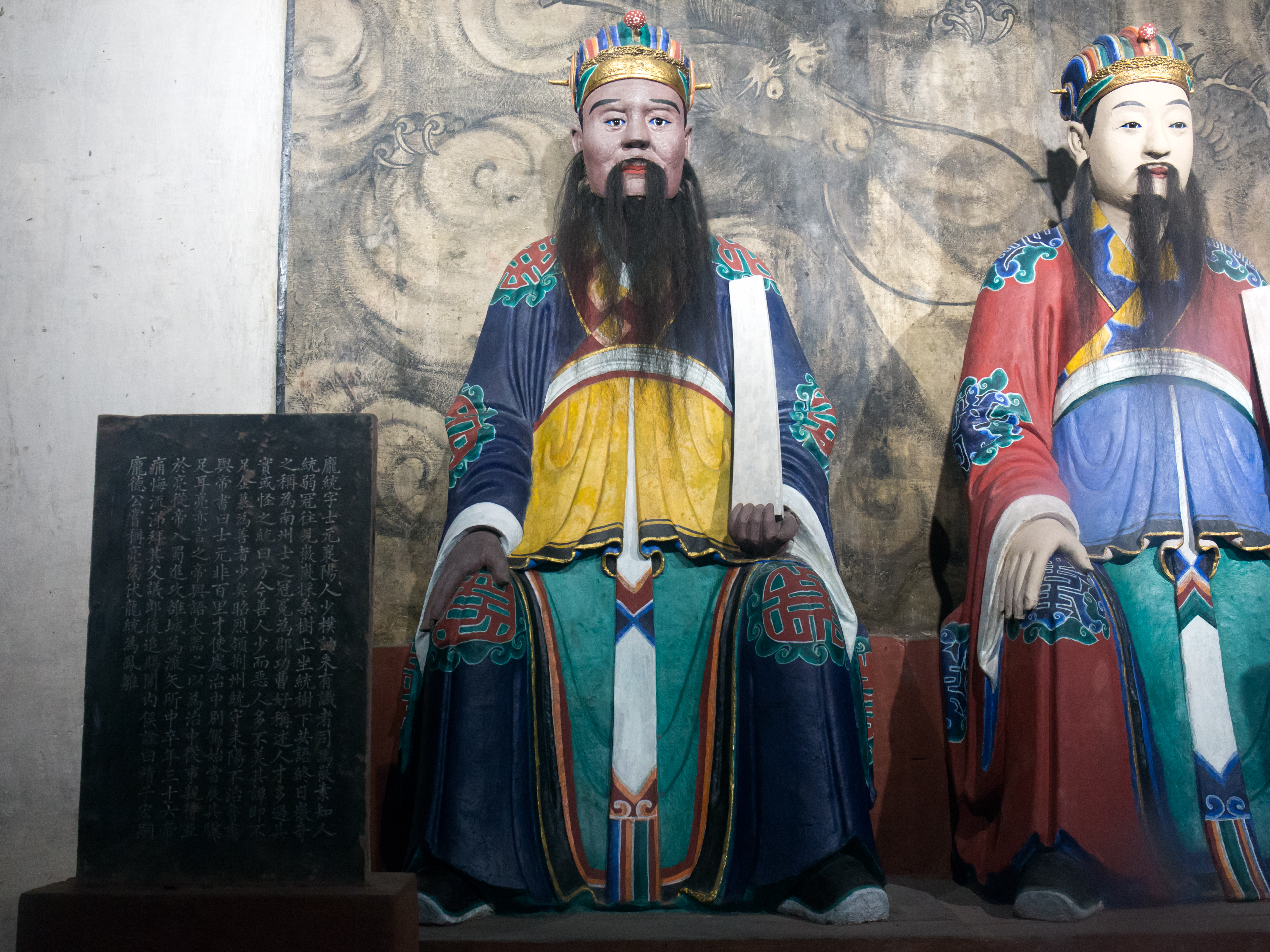
成都武侯祠の龐統像（中央）

小説『三国志演義』においては、龐統の兄弟が諸葛亮の妹を娶り、義兄弟となっている。赤壁の戦いでは周瑜に対して曹操を破るための献策を行なう。周瑜は曹操軍の軍船を火攻めにしようと考えていたが、一隻に火をつけても他の船は逃げてしまい、燃え広がらないということが問題となる。そこで龐統は連環の計と呼ばれる策を周瑜に勧める。龐統自身が周瑜の陣営に偵察にやって来た蔣幹をうまく欺き、曹操の軍営に潜り込み曹操と面会し、北方人の弱点である船酔い対策として、船同士を鎖で繋げることを進言するのである。このことにより、火がついても曹操軍の軍船が逃げられないようになり、劉備・孫権の連合軍による火攻めで曹操軍は大敗したということになっている。また、曹操の臣下となっていた親友の徐庶が火計に巻き込まれないように、別方面へ派遣されるようにし向ける策を授けている。
その後、周瑜の葬儀に参列した諸葛亮に対面し、劉備に仕えるよう誘われる。彼の才を惜しんだ魯粛によって孫権に引見されるが、醜い風貌と、孫権の問いかけにきちんと答えなかったことから疎まれてしまう。次に龐統は劉備に面会するが、劉備がその風貌を見て諸葛亮が推挙する龐統かどうかが判らず、閑職の地方県令を宛がってしまう。すると龐統は1か月の間酒ばかり飲んで職務を怠け、村人から訴えられることになる。しかし、劉備が派遣した張飛に詰問されたところ、溜まっていた1か月分の仕事を半日で全て片付けてしまう。これによって、龐統がその才能を劉備に認められることになり、さらに劉備は自身の行為を戒めることになっている。
またその死については、気遣った劉備が貸し与えた白馬に乗って、劉備の代わりに危険な間道を進んだため、「落鳳坡」という場所で劉備と間違えられて、張任配下の伏兵に射殺されたという描写になっている。
なお落鳳坡という地名は実在し（現在の四川省徳陽市羅江区白馬関鎮）、落鳳坡の石碑付近には龐統墓がある。